# حصن آل فاس (سيئون)

تعديل مصدري - تعديل

حصن ال فاس هي إحدى قرى عزلة سيئون بمديرية سيئون التابعة لمحافظة حضرموت، بلغ تعداد سكانها 1592 نسمة حسب تعداد اليمن لعام 2004.